# Bulldog Drummond (film 1922)
Bulldog Drummond è un film muto del 1922 diretto da Oscar Apfel.

## Produzione
Il film venne girato a Londra e nei Paesi Bassi.

### Il personaggio
Il personaggio di Bulldog Drummond è il protagonista di una serie di romanzi pubblicati in Gran Bretagna dal 1920 al 1954. Fu creato da Sapper, pseudonimo di Herman Cyril McNeile (1888–1937) ed è stato portato numerose volte sullo schermo. Questa, con Carlyle Blackwell, è stata la prima trasposizione cinematografica che vede come protagonista Drummond. In seguito, altri famosi attori ricopriranno questo ruolo: tra gli altri, Ronald Colman, Ralph Richardson, Ray Milland e Walter Pidgeon.

## Distribuzione
Distribuito dall'Astra-National. Negli Stati Uniti, il film - distribuito dalla W.W. Hodkinson Corporation - uscì il 3 dicembre 1922 in una versione in 5 rulli.